# 重案黐孖GUN
《重案黐孖GUN》是一部於2004年上映的香港電影，由林超賢擔任執導，以及由郭富城、陳奕迅、鄭希怡等主演。

## 劇情內容
李耀庭(郭富城飾)自命不凡，辣手幹練；王啟聰(陳奕迅飾)自認瀟灑，不修邊幅。兩人皆為警界楚翹：身手了得、精明、槍法奇準……再加上美艷警花馮寶寶(鄭希怡飾)，三人為破一起鑽鏈失竊案而相逢，奉命同行。
出師未捷，三人已是互不信任，而為了爭相表現，更是內鬨連連。正當無緒之際，卻遇神秘飄忽的女郎彤(鄔玉君飾)，以交出鑽鍊為條件，要求警方救回男友KEN，與此同時，彤亦一直被黑幫所追殺。為保安全，庭、聰對彤輪番看護，由此，三人的感情由敵對變得微妙而敏感……
情慾與仇殺糾纏而至。彤與庭、聰的緣份是否會開花結果？被黑幫囚禁的KEN生命岌岌可危，又能否全身而退？

## 演員表
- 郭富城 飾 李耀庭
- 陳奕迅 飾 王啟聰
- 鄭希怡 飾 馮寶寶
- 李修賢 飾 張鐵柱
- 黃品源 飾 馬林
- 鄔玉君 飾 杜如風
- 王　傑 飾 阮北進
- 吳嘉龍 飾 山度士
- 卓韻芝 飾 阿美
- 梁慧恩 飾 阿珊
- 袁偉豪 飾 信仔
- 林雲中 飾 陸安同
- 林子博 飾 小高
- 許紹雄 飾 霍先生
- 廖碧兒 飾 Macy
- 詹瑞文 飾 朱因
- 梁思浩 飾 美滿婚姻服務公司送貨員

## 外部連結
- 開眼電影網上《重案黐孖GUN》的資料（繁體中文）
- 香港影庫上《重案黐孖GUN》的資料（繁體中文）
- 豆瓣电影上《重案黐孖GUN》的資料 （简体中文）
- 时光网上《重案黐孖GUN》的資料（简体中文）
- 爛番茄上《重案黐孖GUN》的資料（英文）
- AllMovie上《重案黐孖GUN》的资料（英文）
- 互联网电影数据库（IMDb）上《重案黐孖GUN》的资料（英文）